# Mustelus minicanis
Espèce
Répartition géographique
Statut de conservation UICN

 EN  : En danger
Mustelus minicanis est une espèce de requins.